# Civray (Vienne)
Civray is een gemeente in het Franse departement Vienne (regio Nouvelle-Aquitaine) en telt 2748 inwoners (2005). De plaats maakt deel uit van het arrondissement Montmorillon.

## Geografie
De oppervlakte van Civray bedraagt 8,7 km², de bevolkingsdichtheid is 315,9 inwoners per km².

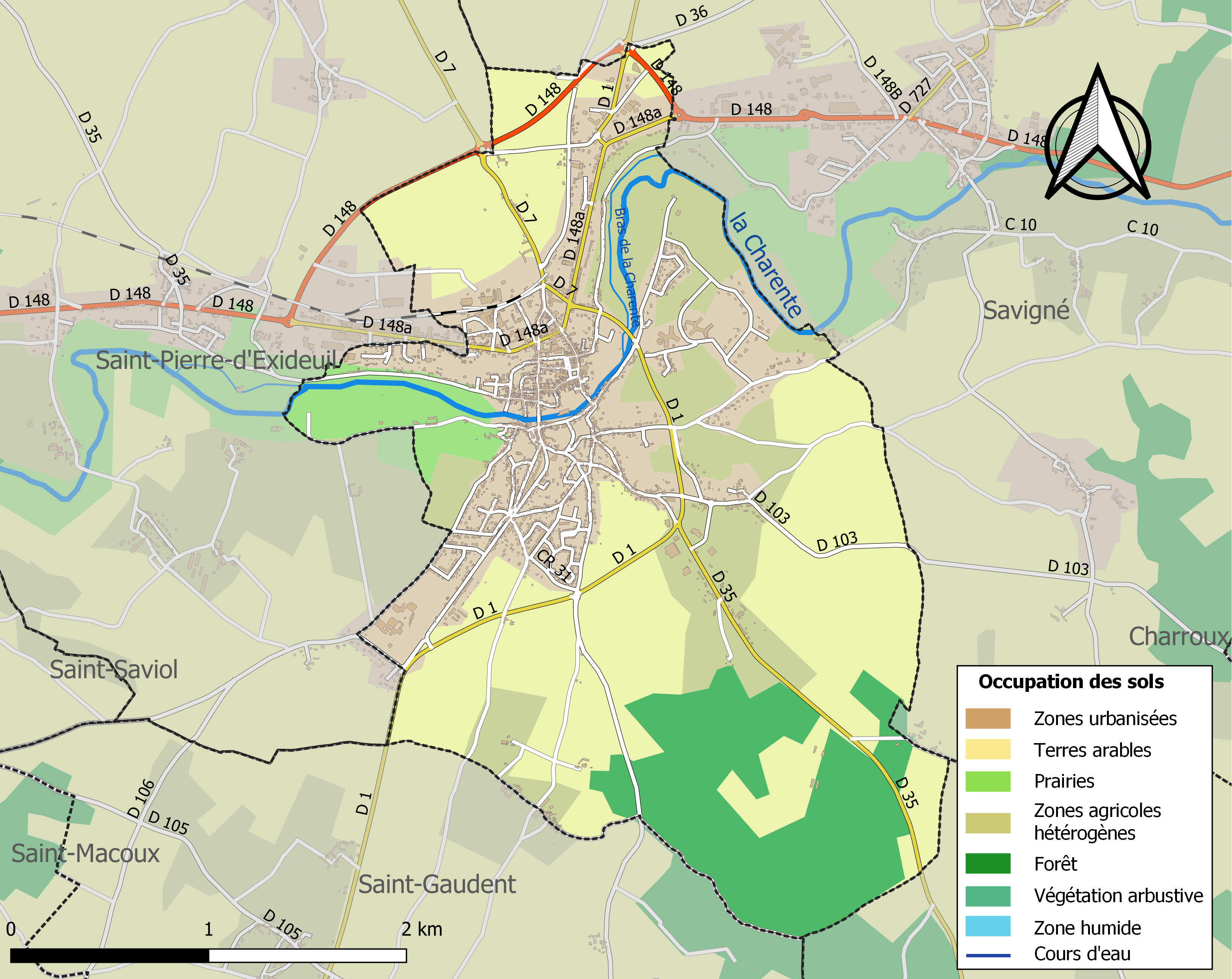
Kaart van de gemeente met de belangrijkste infrastructuur, bodemgebruik en omliggende gemeenten

## Demografie
Onderstaande figuur toont het verloop van het inwonertal (bron: INSEE-tellingen).